# 2018 VP1
2018 VP1 — навколоземний астероїд із групи Аполлона діаметром приблизно 2 метри. За розрахунками від 19 жовтня 2020 року астероїд мав невеликі шанси зіткнення із Землею 2 листопада 2020 р. о 01:12 UT (0,41 % або 1 із 240; з імовірністю 99,59 % астероїд мав розминутися із Землею). Небезпека зіткнення за шкалою Торіно оцінювалася як нульова (ризику немає). Навіть якщо зіткнення станеться, астероїд надто малий, щоб дістатися до поверхні планети, і повністю згорить в атмосфері. 
Швидкість астероїда — 40 000 км/год. Його було виявлено 3 листопада 2018 року, коли він перебував приблизно на відстані 0,003 а. о. (450 000 км) від Землі.
Номінальне наближення до Землі 2 листопада 2020 року (за оцінками від 19 жовтня 2020 року) становило приблизно 0,0028 а. о. (420 000 км); варіаційна лінія (LOV, область невизначеності) давала астероїду змогу зіткнутися із Землею або пройти на відстані 0,025 а. о. (3 700 000 км).

## Інтернет-ресурси
- List Of Apollo Minor Planets (by designation) [Архівовано 18 листопада 2020 у Wayback Machine.], Minor Planet Center
- IAWN: 2018 VP1 Geometry [Архівовано 14 квітня 2021 у Wayback Machine.] (2018 Approach)
- Table of Asteroids Next Closest Approaches to the Earth [Архівовано 1 грудня 2007 у Wayback Machine.] — Sormano Astronomical Observatory